# Активное сопротивление

Векторное изображение полного сопротивления (импеданса)
* — активное сопротивление;
* — полное сопротивление;
* — реактивное сопротивление;
* — аргумент полного сопротивления.

Акти́вное сопротивле́ние определяет действительную часть импеданса:
{\displaystyle Z=R+jX,} {\displaystyle R=\operatorname {Re} \left(Z\right),}
где {\displaystyle Z} —  полное сопротивление или импеданс,
{\displaystyle R} — величина активного сопротивления,
{\displaystyle X} — величина реактивного сопротивления,
{\displaystyle j} — мнимая единица.
Или:
{\displaystyle R=\left|Z\right|\cos \varphi ,}
где {\displaystyle \varphi } - фазовый сдвиг между током и напряжением электрической цепи.
В цепях синусоидального тока {\displaystyle R=Z\cos \varphi ={\frac {U}{I}}\cos \varphi .}
ГОСТ Р 52002-2003 определяет активное электрическое сопротивление как параметр электрической цепи или ее схемы, равный отношению активной мощности пассивной электрической цепи к квадрату действующего тока на входе этой цепи.
Активное сопротивление — сопротивление электрической цепи или её участка, обусловливающее превращение электрической энергии в другие виды энергии, например, в механическую энергию (в электродвигателях), в химическую энергию (при электролизе, заряде аккумуляторов), в тепловую энергию (нагрев проводников, диэлектриков), в электромагнитное излучение.